# Clásica San Sebastián femenina 2019
La 1.ª edición de la Clásica San Sebastián femenina se celebró el 3 de agosto de 2019 sobre un recorrido de 127,1 km con inicio y final en la ciudad de San Sebastián en España.
La carrera hizo parte del Calendario UCI Femenino 2019 como competencia de categoría 1.1 y fue ganada por la ciclista australiana Lucy Kennedy del equipo Mitchelton-Scott. El podio lo completaron las neerlandesas Janneke Ensing del equipo WNT-Rotor y Pauliena Rooijakkers del equipo CCC-Liv.

## Equipos
Tomaron la salida un total de 18 equipos de categoría UCI Team Femenino. Los equipos participantes fueron:
| Equipos femeninos (18)- Alé Cipollini - BePink - Bizkaia-Durango - BTC City Ljubljana - CCC-Liv - Charente-Maritime Women Cycling - Cogeas-Mettler - Doltcini-Van Eyck Sport - Eneicat Cycling Team - Massi Tactic - Mitchelton-Scott - Movistar Team - Servetto-Piumate-Beltrami TSA - Sopela - Valcar Cylance - WNT-Rotor Pro Cycling - FDJ-Nouvelle Aquitaine-Futuroscope - Minsk Cycling Club |
| |

## Clasificaciones finales
Las clasificaciones finalizaron de la siguiente forma:

### Clasificación general
| \| Clasificación general \| Clasificación general \| Clasificación general \| Clasificación general \| Clasificación general \| \| Ciclista \| Ciclista \| Equipo \| Tiempo \| \| \| --------------------- \| --------------------- \| ------------------------------------ \| --------------------- \| --------------------- \| \| 1.ª \| Lucy Kennedy[1] \| Mitchelton-Scott \| 3 h 38 min 04 s \| \| \| 2.ª \| Janneke Ensing \| WNT-Rotor Pro Cycling \| + 23 s \| \| \| 3.ª \| Pauliena Rooijakkers \| CCC-Liv \| + 1 min 04 s \| \| \| 4.ª \| Anastasia Chursina \| BTC City Ljubljana \| + 1 min 04 s \| \| \| 5.ª \| Edwige Pitel \| Cogeas-Mettler-Look Pro Cycling Team \| + 1 min 06 s \| \| \| 6.ª \| Lourdes Oyarbide \| Movistar Team \| + 1 min 12 s \| \| \| 7.ª \| Na Ah-reum \| Alé Cipollini \| + 1 min 38 s \| \| \| 8.ª \| Kathrin Hammes \| WNT-Rotor Pro Cycling \| + 1 min 38 s \| \| \| 9.ª \| Hanna Nilsson \| BTC City Ljubljana \| + 1 min 38 s \| \| \| 10.ª \| Alessia Vigilia \| Valcar Cylance \| + 2 min 04 s \| \| |                      |                                      |                 |
| |                      |                                      |                 |
| Fuente: ProCyclingStats |                      |                                      |                 |
| Clasificación general |                      |                                      |                 |
| Ciclista | Ciclista             | Equipo                               | Tiempo          |
| 1.ª | Lucy Kennedy         | Mitchelton-Scott                     | 3 h 38 min 04 s |
| 2.ª | Janneke Ensing       | WNT-Rotor Pro Cycling                | + 23 s          |
| 3.ª | Pauliena Rooijakkers | CCC-Liv                              | + 1 min 04 s    |
| 4.ª | Anastasia Chursina   | BTC City Ljubljana                   | + 1 min 04 s    |
| 5.ª | Edwige Pitel         | Cogeas-Mettler-Look Pro Cycling Team | + 1 min 06 s    |
| 6.ª | Lourdes Oyarbide     | Movistar Team                        | + 1 min 12 s    |
| 7.ª | Na Ah-reum           | Alé Cipollini                        | + 1 min 38 s    |
| 8.ª | Kathrin Hammes       | WNT-Rotor Pro Cycling                | + 1 min 38 s    |
| 9.ª | Hanna Nilsson        | BTC City Ljubljana                   | + 1 min 38 s    |
| 10.ª | Alessia Vigilia      | Valcar Cylance                       | + 2 min 04 s    |